# هجوم الفرافرة
مذبحة الفرافرة هو هجوم مسلح نفذه مجموعة من الإرهابيين على كمين لحرس الحدود المصري التابع للكتيبة رقم 14 بمنطقة «الدهوس» بالوادي الجديد في 19 يوليو 2014، وذلك أثناء تواجد أفراد الكمين بالكيلو 100 بالمنطقة الواقعة بين واحة الفرافرة والواحات البحرية، ما أسفر عن مصرع 3 من المجموعات الإرهابية، التي هاجمت الكمين، و مقتل 29ضابطا و مجندا.
في 1 يونيو 2014 سبق أن تم الهجوم على نفس الكمين ما أدى إلي مقتل ضابط جيش و5 مجندين ردا على قيام القوات المسلحة المصرية بضبط أربعة مهربين من محافظة مطروح وبحوزتهم 12 ألف كرتوتة سجائر مهربة مجهولة المصدر وثلاث سيارات دفع رباعى.

## رد فعل السلطة المصرية
على إثر الحادث الثاني انعقد مجلس الدفاع الوطني برئاسة الرئيس عبد الفتاح السيسي بقصر الإتحادية؛ وصدر عنه بيان نعى فيه شهداء القوات المسلحة من رجال حرس الحدود الذين سقطوا «ضحية لعمل إرهابي»؛ مؤكدا أنه «سيثأر لدمائهم الغالية».